# کونیمیتسو سکیگوچی
کونیمیتسو سکیگوچی (به انگلیسی: Kunimitsu Sekiguchi) بازیکن فوتبال اهل ژاپن و عضو تیم ملی فوتبال ژاپن است که در تاریخ ۰۸ اکتبر ۲۰۱۰ میلادی اولین بازی ملی‌اش را انجام داد. او در ۳ بازی ملی حضور داشت و آخرین بازی ملی خود را در تاریخ ۷ ژوئن ۲۰۱۱ میلادی انجام داد. کونیمیتسو سکیگوچی در بازی‌های ملی‌اش
گلی به ثمر نرساند.